# Біотехнологія

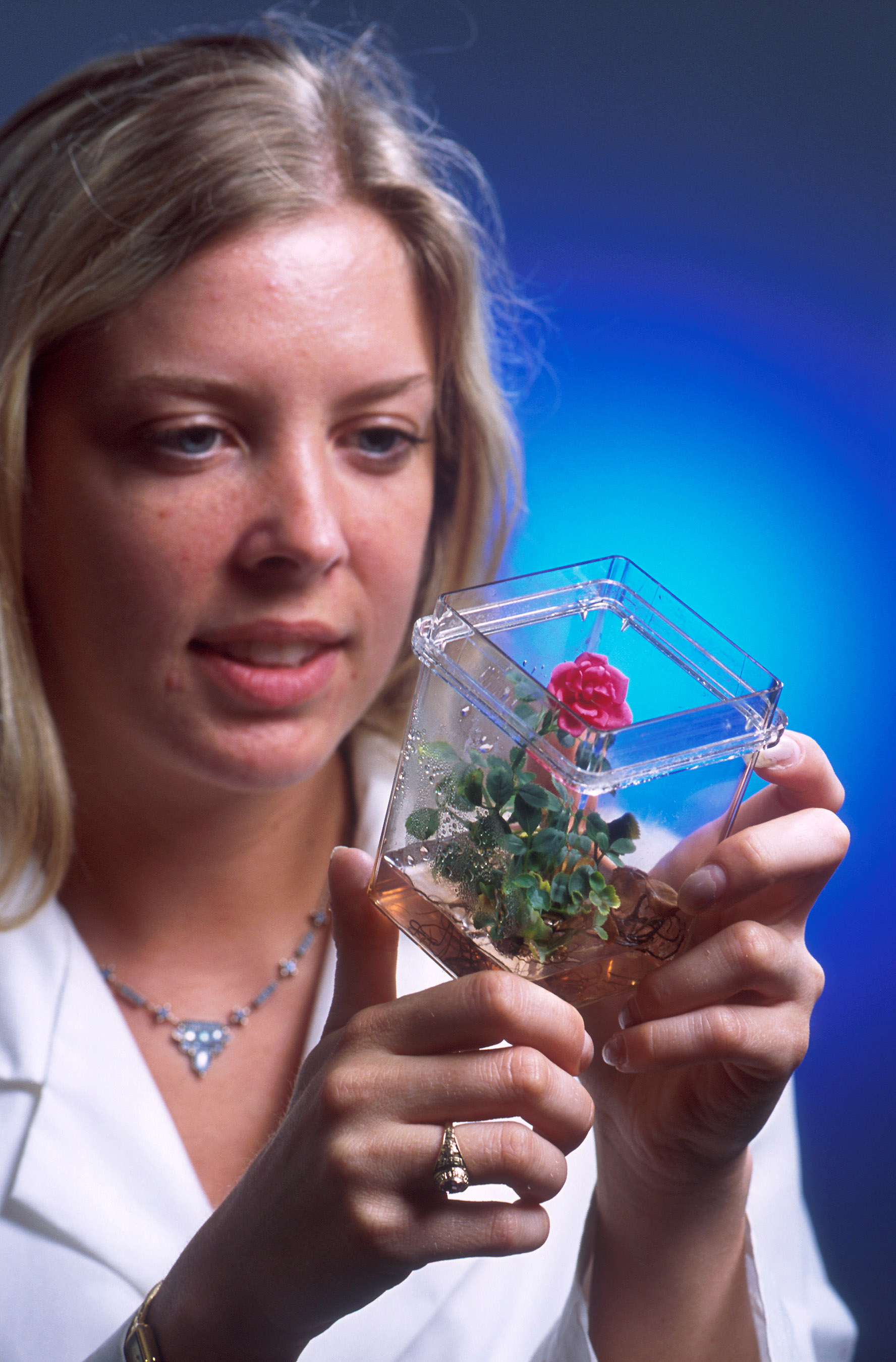
Біотехнологиня досліджує троянду, вирощену з культури клітин

Біотехноло́гія (Βιοτεχνολογία, від грец. βίος — життя, τέχνη — мистецтво, майстерність і λόγος — слово, навчання) — це наука, що вивчає можливості використання біологічних процесів у різних галузях промисловості, сільського господарства, екології та медицини з метою розробки методів і технологій отримання бажаних організмів та корисних речовин.
Біотехнологія створює теоретичні передумови розробки схем і способів отримання практично цінних речовин і процесів на основі культивування цілих одноклітинних мікроорганізмів або вільно зростаючих клітин багатоклітинних організмів – рослин і тварин, чи цілих організмів. Біотехнологія є інтегральною наукою — вона спирається на теорію і практику мікробіології, біохімії, молекулярної біології і генетики, фізіології і цитології, та прогресивних хімічних технологій.
Біотехнологія — міждисциплінарна галузь, що виникла на стику біологічних, хімічних і технічних наук. Біотехнологія передбачає використання живих організмів, клітин, біологічних систем і біологічних процесів у виробництві й для створення продуктів, технологій і систем, які мають трансформаційний вплив на різні галузі. Прогрес в біотехнології має потенціал для вирішення глобальних проблем людства — нестачі продовольства, енергії, ресурсів, поліпшення стану охорони здоров'я, охорони довкілля, вирішення екологічних проблем, і сприяння циркулярній економіці та сталому розвитку.

## Історія біотехнології
З найдавніших часів людина використовувала біотехнологічні процеси при хлібопеченні, приготуванні кисломолочних продуктів, у виноробстві тощо, але лише завдяки роботам Луї Пастера у середині 19 століття, що довели зв'язок процесів шумування з діяльністю мікроорганізмів, традиційна біотехнологія одержала наукову основу.
У 40-50-ті роки 20 століття, коли був здійснений біосинтез пеніцилінів методами ферментації, почалась ера антибіотиків, що дала поштовх розвитку мікробіологічного синтезу і створенню мікробіологічної промисловості.
У 60-70-ті роки 20 століття почала бурхливо розвиватись клітинна інженерія.
Зі створенням 1972 групою П. Берга у США першої рекомбінантної молекули ДНК in vitro формально пов'язане народження генетичної інженерії, що відкрила шлях до свідомої зміни генетичної структури організмів таким чином, щоб ці організми могли робити потрібні людині продукти і здійснювати необхідні процеси. За це дослідження, Пол Берг згодом розділив Нобелівську премію з хімії 1980 року разом з дослідниками технології секвенування геному. Цей прорив дозволив вченим вставити чужорідну ДНК в організми господаря, що призвело до створення генетично модифікованих організмів (ГМО), що було описано в науковій статті 1973 року Стенлі Н. Коеном і Гербертом Боєром та колегами.
Ці два напрямки (генетична та клітинна інженерії) визначили образ нової біотехнології, що має мало спільного з тією примітивною біотехнологією, яку людина використовувала протягом тисячоріч. Показово, що в 1970-ті роки дістав поширення і самий термін біотехнологія. З цього часу біотехнологія нерозривно пов'язана з молекулярною і клітинною біологією, молекулярною генетикою, біохімією і біоорганічною хімією, біоінженерією та синтетичною біологією. У 1978 році, компанія Genentech, заснована Гербертом Бойєром і Робертом Суонсоном, стала першою компанією, яка виробляла людський білок (інсулін) за допомогою технології рекомбінантної ДНК.

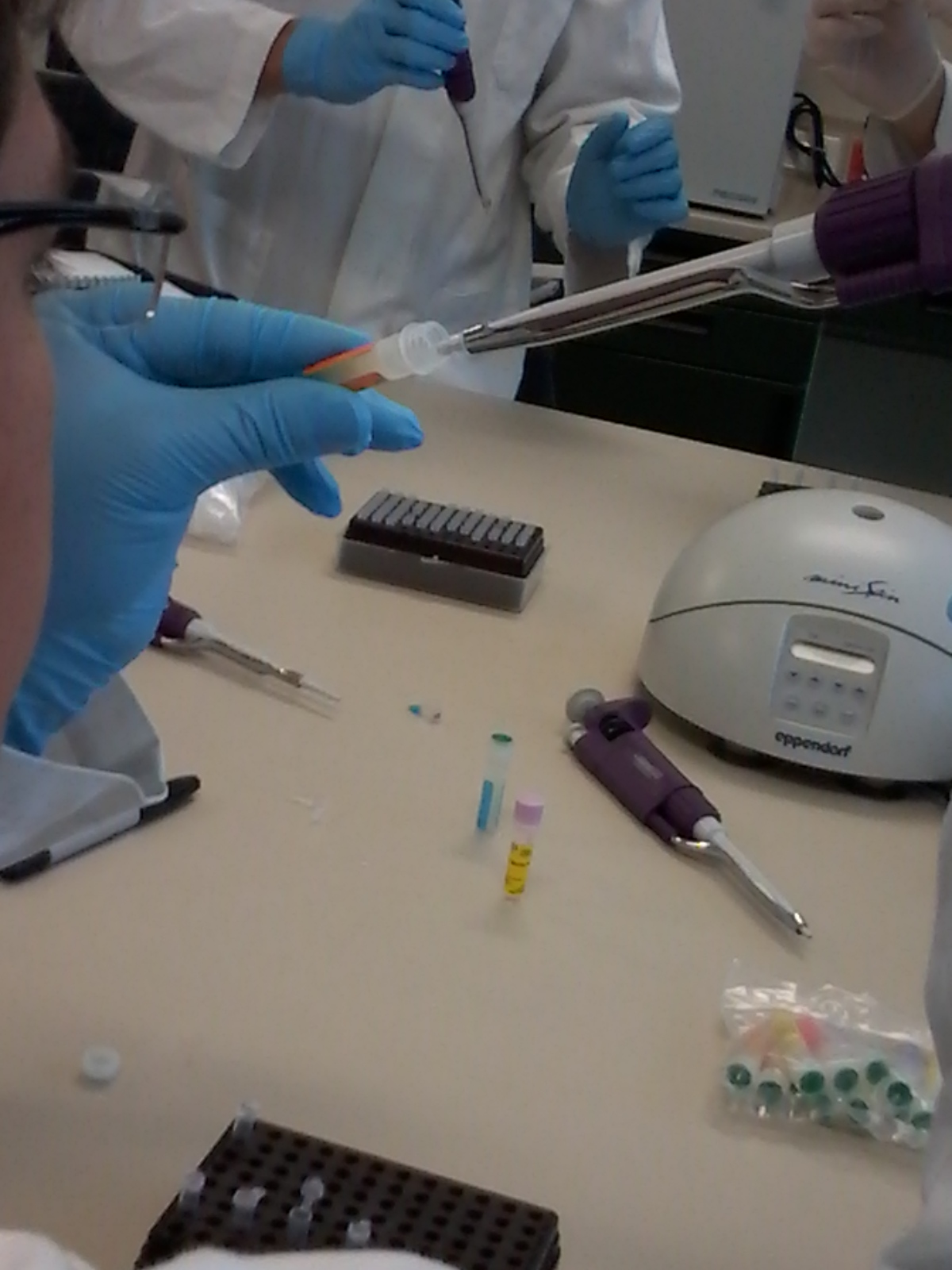
Піпетування зразків ДНК для проведення Полімеразної ланцюгової реакції (ПЛР).

1980-ті роки в сфері біотехнології запам'ятались подальшим розвитком генетичної інженерії, яка дозволила маніпулювати ДНК організму для введення нових ознак. У цей період були розроблені генетично модифіковані організми (ГМО) для сільськогосподарських потреб. У 1985 році Кері Малліс винайшов полімеразну ланцюгову реакцію (ПЛР), техніку, яка дозволяє швидко ампліфікувати сегменти ДНК, зробивши революцію в дослідженнях молекулярної біології, за що він був згодом удостоєний Нобелівської Премії з хімії у 1993 році. У 1986 році було виготовлено першу генетично модифіковану вакцину проти гепатиту B, що продемонструвало потенціал біотехнології в медицині.
За стислий період свого розвитку (25-30 років) сучасна біотехнологія не тільки досягла істотних успіхів, але і показала необмежені можливості використання організмів і біологічних процесів у різноманітних галузях виробництва і народного господарства. (див. також Хронологія біотехнологій)
Відкриття у 2012 році системи редагування генів CRISPR-Cas9 Дженніфер Даудною та Емманюель Шарпантьє, за що вони отримали Нобелівську Премію з хімії у 2020 році, запропонувало точні та ефективні можливості генетичної маніпуляції, відкривши нові можливості в генетичних дослідженнях та потенційних застосуваннях в біотехнології.
Nature Biotechnology — науковий журнал, що публікується Nature Portfolio (Springer Nature) з 1983 року, присвячений науковим і прикладним дослідженням в галузі біотехнології. До 1996 року носив назву Nature Bio/technology.

## Біотехнологія як наука
Біотехнологія — це сукупність фундаментальних і прикладних наук, технічних засобів, спрямованих на одержання і використання клітин мікроорганізмів, тварин і рослин, а також продуктів їхньої життєдіяльності: ферментів, амінокислот, вітамінів, антибіотиків та інших.
Технологія, де поєднуються природознавчі та інженерні науки
з метою використання організмів, клітин, їх частин або їх
молекулярних аналогів для виробництва певних хімічних речовин та матеріалів.
Біотехнологія, яка охоплює промислову мікробіологію, ґрунтується на використанні знань і методів біохімії, мікробіології, генетики і хімічної технології, що дає змогу отримувати користь у технологічних процесах із властивостей мікроорганізмів та клітинних культур. Сучасніші біотехнологічні процеси базуються на методах рекомбінантних ДНК, а також на використанні іммобілізованих ферментів, клітин і клітинних органел.

### Цілі
Основні цілі та напрямки досліджень сучасної біотехнології наступні:

#### Промисловість, виробництво, енергетика
- Створення мікроорганізмів, що продукують різні хімічні сполуки, антибіотики, антитіла, біополімери, гормони, амінокислоти, ферменти;
- Розробка нових технологій отримання господарсько-цінних продуктів для використання у харчовій, хімічній, мікробіологічній та інших галузях промисловості, наприклад, біополімерів та біопластику;
- Розробка технологій глибокої та ефективної переробки сільськогосподарських[13], промислових та побутових відходів (див. також Циркулярна економіка);
- Використання стічних вод та газоповітряних викидів для отримання біогазу та високоякісних добрив; розробка мікробних паливних елементів та виробництво біогазу з органічних відходів; використання фотосинтезуючих організмів[14] для використання сонячної енергії;
- Розробка та виробництво дешевих та ефективних енергоносіїв з біомаси — біопалива, такого як біодизель, біоетанол, біобутанол, біоводень.

#### Сільське господарство
- Створення порід сільськогосподарських та інших тварин, спадкові властивості яких поліпшено;
- Значне збільшення врожайності сільськогосподарських культур шляхом створення рослин стійких до шкідників, грибкових та вірусних інфекцій і шкідливого впливу довкілля;
- Розробка та одержання мікробіологічних засобів захисту рослин від хвороб та шкідників;
- Розробка та одержання бактеріальних добрив та регуляторів росту рослин, підвищення родючості ґрунтів;
- Розробка та одержання цінних кормових добавок та біологічно активних речовин (кормового білка, амінокислот, ферментів, вітамінів, ветеринарних препаратів та ін.), необхідних для підвищення продуктивності тваринництва;

#### Екологія
- Переробка відходів та викидів, що забруднюють довкілля.
- Відновлення екосистем та їх різноманіття з використанням біотехнологічних підходів.[15][16]
- Збереження зникаючих видів шляхом кріоконсервації[17] та клонування.

#### Медицина
- Розробка методів та технологій точної діагностики, профілактики та лікування інфекційних і генетичних захворювань.

### Розділи
Сучасна біотехнологія містить в собі наступні розділи:

#### Мікробна біотехнологія
Розділ мікробної біотехнології виступає ключовим, своє коріння беручи з середини ХХ століття, і він тісно пов'язаний з ім'ям Луї Пастера, який століттям раніше довів, що мікроорганізми відрізняються не лише зовнішнім виглядом, але й своєрідним обміном речовин. Ця концепція стала основою для розвитку мікробної біотехнології, яка вивчає поширені природні мікроорганізми з погляду їх використання в господарській діяльності.
Розширення цього розділу біотехнології нерозривно пов'язане з процесами виробництва різних продуктів харчування (таких як хліб, кисломолоічні продукти, квас, тофу тощо). Технічна (або промислова) мікробіологія вивчає мікроорганізми, які використовуються у виробничих процесах для отримання різних практично важливих речовин, таких як харчові продукти, а також гліцерин, ацетон, етанол, органічні кислоти та інші.

#### Генна та клітинна інженерії
Мета генної інженерії, як окремої сфери біотехнології, полягає у цілеспрямованому створенні організмів з певними властивостями шляхом зміни (рекомбінації) їх генетичного матеріалу. Однією з головних сфер використання цих зусиль є медицина. Це включає створення нових вакцин та отримання таких медичних препаратів, як інтерферон та інсулін. Генна інженерія також активно використовується у виробництві харчових продуктів, зокрема шляхом створення трансгенних рослин та тварин. Наприклад, генна інженерія дозволила створити види тварин, які стійкі до вірусних захворювань, а також тварин з корисними характеристиками для людей. Успішний розвиток методів генної інженерії відкриває широкі можливості для створення цінних сортів сільськогосподарських рослин, які були б стійкими до захворювань та неблагоприятних умов середовища. Це також дозволяє підвищити вміст корисних речовин та вітамінів у рослинах та наділити їх лікувальними властивостями.
Клітинна інженерія зосереджена на дослідженні культур клітин вищих тварин і рослин або мікроорганізмів, які були відокремлені з організмів та культивуються у різних середовищах. Цей підхід дозволяє прискорити процес селекції при створенні нових сортів рослин, а також отримувати гібриди, недосяжні за звичайних обставин. Клітинна інженерія також дала великі результати в імунології, дозволяючи отримувати клітини, що виробляють специфічні антитіла для важких захворювань людини, тварин та рослин. Це відкрило можливості для створення діагностичних інструментів для цих захворювань.

#### Інженерна ензимологія
Інженерна ензимологія — галузь науки, яка займається розробкою методів для створення високоефективних ферментів з метою їх промислового використання. Ферменти є універсальними білковими каталізаторами, що відіграють роль у всіх життєво важливих процесах в клітинах.
Інженерна ензимологія застосовує теоретичні засади таких наук, як біохімія, фізична хімія, структурна біологія тощо, для практичного створення та вдосконалення ферментів. Ця галузь вирішує різноманітні завдання в господарстві, зокрема, розробляє нові продукти та покращує їх якість, використовує нетрадиційні види сировини, розробляє екологічно чисті технології. Одним з перспективних напрямків є використання іммобілізованих ферментів (закріплених на синтетичних полімерах, полісахаридах та інших носіях-матрицях).
Ферменти широко застосовуються в харчовій промисловості, де вони сприяють формуванню смаку, аромату та текстури продукту. Вони також інтенсифікують та спрямовують технологічні процеси, змінюють компоненти харчових систем, зберігають стабільність під час зберігання та забезпечують біологічну безпеку.

### Ключові поняття та методи
Біотехнологія охоплює ряд ключових концепцій і методів, які використовують потужність біології для різних застосувань.

#### Генетичні маніпуляції
- Генна інженерія: передбачає навмисну модифікацію генетичного матеріалу організму для введення нових ознак або функцій. Генна інженерія дозволила створити генетично модифіковані організми (ГМО) для різних застосувань від сільського господарства до медицини.[3]
- Рекомбінантна ДНК: Технологія рекомбінантної ДНК дозволяє комбінувати послідовності ДНК з різних джерел для створення нових генетичних конструкцій. Ця техніка є фундаментальною для генної інженерії та зробила революцію у виробництві цінних білків та інших біологічно важливих молекул.[3]
- Редагування генів: Останні досягнення в технологіях редагування генів, такі як CRISPR-Cas9, забезпечують точні та цілеспрямовані способи модифікації конкретних генів у геномі живого організму.[10][11]

#### Біообробка та виробництво
- Ферментація: передбачає контрольований ріст мікроорганізмів для виробництва цінних сполук, таких як біопаливо, фармацевтичні препарати та ферменти. Це важлива техніка в біообробці, яка пропонує екологічний спосіб виробництва широкого асортименту продуктів.[18]
- Культура клітин: передбачає вирощування клітин у контрольованому середовищі, уможливлюючи виробництво складних біологічних молекул, таких як моноклональні антитіла та вакцини. Культура клітин широко використовується в біофармацевтичному виробництві.[19]
- Біотехнологічна очистка[en]: зосереджена на виділенні та очищенні бажаного продукту зі складної суміші. Цей крок має вирішальне значення для отримання високоякісних і чистих біопродуктів для різних застосувань.[20]

#### Синтетична біологія та дизайн
- Синтетична біологія та біоінженерія: поєднують інженерні принципи з біологією для проектування та створення штучних біологічних систем. Це передбачає створення генетичних ланцюгів, біологічних сенсорів і навіть синтетичних організмів з новими функціями.
- Біоінформатика: використовує обчислювальні інструменти для аналізу біологічних даних, включаючи послідовності ДНК і білкові структури. Біоінформатика відіграє ключову роль у розумінні складних біологічних систем і керівництві біотехнологічними дослідженнями.[21]
- Системна біологія: спрямована на розуміння поведінки складних біологічних систем шляхом інтеграції даних з різних біологічних рівнів. Це допомагає дослідникам передбачити поведінку організмів і розробити більш ефективні біопроцеси.[22]

## Метод

### Біологічний метод боротьби зі шкідниками
Біологічний метод полягає у використанні для захисту рослин від шкідливих організмів, їхніх природних ворогів (хижаків, паразитів, гербіфагів, антагоністів), продуктів їхньої життєдіяльності (антибіотиків, феромонів, ювеноїдів, біологічно активних речовин) та ентомопатогенних мікроорганізмів для зменшення їхньої кількості та шкодочинності і створення сприятливих умов для діяльності корисних видів у агробіоценозах, тобто застосування «живого проти живого».
Позитивним чинником у застосуванні біологічного методу є його екологічність. Біологічні засоби можна використовувати без обмеження кратності застосування, в той час як кількість обробок рослин хімічними пестицидами суворо регламентована.
Біологічний захист рослин ґрунтується на системному підході і комплексній реалізації двох основних напрямків: збереження і сприяння діяльності природних популяцій корисних видів (ентомофагів, мікроорганізмів), самозахисту культурних рослин в агробіоценозах та поновлення агробіоценозів корисними видами, яких не вистачає або які відсутні. Принциповою відміною біологічного методу захисту рослин від будь-якого іншого, є використання саме першого напрямку, який здійснюють, застосовуючи біологічні препарати, способами сезонної колонізації, інтродукції та акліматизації зоофагів і мікроорганізмів. Розмноженню й ефективності діяльності корисних видів сприяють агробіотехнічні заходи, та деякі способи обробітку ґрунту за допомогою яких, можна створювати сприятливі умови для життєдіяльності зоофагів.
Вирощування стійких до шкідливих організмів сортів культурних рослин сприяє формуванню мало-життєздатних популяцій шкідників.
Кожен з основних засобів біологічного методу (застосування зоофагів, корисних у захисті рослин мікроорганізмів) має свої особливості і дієвий у відповідних умовах. Ці засоби не усувають, а доповнюють один одного. Нині особливу увагу приділяють пошуку шляхів спільного застосування біологічного захисту з іншими методами в інтегрованих системах захисту рослин від шкідливих організмів. Основним завданням цього методу є вивчення умов, які визначають ефективність природних ворогів шкідливих організмів і розробка способів регулювання їхньої кількості і взаємин з популяціями шкідливих організмів.
До природних ворогів комах належать ентомофаги (хижаки і паразити) та хвороботворні (ентомопатогенні) мікроорганізми. До останніх належать збудники вірусних, бактеріальних, грибкових, протозойних і нематодних (паразитичні види круглих червів) захворювань. Найчисельніші ентомофаги — серед комах, павуків, кліщів. Значну користь у знищенні шкідників надають хребетні тварини — комахоїдні птахи, риби, плазуни і ссавці. Ефективні хижаки стосуються ряду твердокрилих, багато видів, що застосовуються для захисту рослин від шкідників, належать до родини кокцинелід або сонечок, які живляться попелицями, листокрутками, білокрилками, кліщами-фітофагами.
Ентомофаги мешкають у різноманітних екологічних умовах і тому відзначаються різними способами життя. Хижаки відкладають яйця в колонії шкідників або в середовище, що їх оточує. Одні живляться лише у фазі личинки (мухи сирфіди, галиці, золотоочка звичайна), чи в дорослій фазі (скорпіонові мухи, мурашки, багато видів ос), інші — в дорослій фазі і фазі личинки (трипси, клопи, більшість сітчастокрилих, кокцинеліди, жужелиці, мухи ктирі тощо). Багато факультативних хижаків серед клопів (макролофус, подізус). Більшість наявних хижаків серед кліщів, належать до ряду паразитоформних і акаріформних. Основними способами застосування ентомофагів і акаріфагів проти шкідників є: сезонна колонізація, інтродукція і акліматизація, внутрішньоареальне переселення, створення умов для їхнього розмноження. Сезонна колонізація передбачає штучне масове розведення і випуск ентомофагів у природне середовище. В популяціях, ентомофагів часто небагато, і вони самостійно не можуть стримувати розмноження шкідників. Масовий випуск комах здійснюється на початку фази, коли шкідники найкраще ушкоджується ентомофагом, згодом вони будуть розмножуватись самостійно. Спосіб сезонної колонізації передбачає застосування видів роду трихограма, які використовуються проти підгризаючих, листогризучих совок, біланів, молей, листокруток тощо, та паразитів тепличної білокрилки енкарзію, дракона — паразита бавовняної совки, стеблового метелика, хойою — паразита американського білого метелика тощо. Використовують і хижаків — криптолемуса проти червеців, фітосейулюса проти павутинного кліща, хижу галицю афідимізу для знищення попелиць в захищеному ґрунті тощо.
Інтродукція і акліматизація застосовуються проти карантинних шкідників, які мають обмежене розповсюдження в країні.
Природні вороги стримують розмноження шкідника на його батьківщині, а в новому географічному районі вони відсутні. Ефективних зоофагів і мікроорганізмів для завезення і акліматизації знаходять на батьківщині шкідливого організму і переселяють у нові райони. Найкращі результати отримують при завезенні вузькоспеціалізованих видів, які пристосовані до існування за рахунок одного шкідника, хвороби, бур'яну. Внутрішньоареальне переселення полягає у переселенні ефективних, частіше спеціалізованих, природних ворогів зі старих вогнищ, де чисельність шкідливих організмів знижується, у нові в інших частинах ареалу виду, де ці вороги відсутні або ще не накопичилися.
Мікроорганізми, які ушкоджують шкідливі види, для захисту рослин застосовуються у формі біологічних препаратів. Більшість біологічних бактеріальних препаратів створено на основі кристалоутворюючих бактерій групи Bacillus thuringiensis Berl., які створюють спори і кристали, здатні розчинятися у кишківнику комах, куди вони потрапляють із кормом.
Грибкові препарати містять спори ентомопатогенних грибів, що належать до недосконалих.
Вірусні біологічні препарати (вірини) виготовляються на основі вірусів поліедрозу і гранульозу, які найчастіше вражають лускокрилих.
У живих системах на усіх рівнях організації поширеним способом передавання даних, є хімічна взаємодія. Останнім часом велика увага приділяється розробці і застосуванню біологічно активних речовин, які забезпечують взаємини між живими організмами в біоценозах, їх ріст і розвиток. Основною групою біологічно активних речовин є феромони. Феромони — хімічні речовини, які виробляють і виділяють в довкілля комахи. Ці речовини викликають відповідні поведінкові або фізіологічні реакції. Існують різні групи феромонів — статеві, агрегаційні, слідові тощо. Найбільшого поширення у практиці захисту рослин набули статеві феромони, які найчастіше виділяють самки для приваблювання самців. Найбільш вивченими є феромони лускокрилих, твердокрилих, клопів, сітчастокрилих, термітів. На основі визначення структури природних феромонів комах створено їхні синтетичні аналоги. Статеві феромони використовуються для виявлення і визначення зони поширення шкідників, для сигналізації строків застосування захисних заходів, визначення щільності популяцій шкідників, а також для захисту посівів шляхом масового вилову самців («самцевого вакууму») і дезорієнтації, приваблення самців при хімічній стерилізації.
Спосіб дезорієнтації комах передбачає насичення площі високими концентраціями синтетичного феромону і порушення феромонної комунікації між самцями та самками. В підсумку, неспарені самиці відкладають незапліднені яйця, що й зумовлює зниження чисельності виду. Встановлено, що процеси метаморфозу, линяння, розмноження і діапаузи комах регулюють гормони. Найбільш вивченими є ювенільний (личинковий), екдизон (линочний) і мозковий. Гормони було синтезовано і отримано як хімічні сполуки, що за структурою відрізняються від природних, але наслідують їхню біологічну активність — виконують роль регуляторів росту і розвитку комах. В захисті рослин практичного застосування набули інгібітори синтезу хітину і ювеноїди. Гормональні препарати за своєю дією значно відрізняються від традиційних інсектицидів. Вони не отруйні, але зумовлюють порушення ембріонального розвитку, метаморфозу, викликають стерилізацію. Інгібітори хітину порушують формування кутикули під час линяння. Ювеноїди викликають загибель під час завершення личинкового або лялечкового розвитку, є інгібіторами синтезу хітину під час чергового линяння.
Біологічний спосіб боротьби з хворобами рослин, полягає у використанні наявних у природі явищ надпаразитизму, антибіозу, тобто антагоністичних взаємин між організмами, які розвиваються на рослинах і в ґрунті. Нині (на початку XXI століття), найбільша увага приділяється вивченню і використанню антагоністів і продуктів їхньої життєдіяльності — антибіотиків. Як антагоністи багатьох фітопатогенів добре вивчені і застосовуються гриби роду Trichoderma. Вони поширені в ґрунтах різних типів і продукують антибіотики — гліотоксин, віридин, триходермін, соцукацилін, аламецин тощо, які мають антибактеріальні і антигрибкові властивості. На основі цих збудників створено препарат триходермін — БЛ.
Важлива роль у біологічному захисті рослин від хвороб відведена мікрофільним грибам — надпаразитам (роду Ampelomyces, Trichothecium). Незавершений гриб Trichothecium roseum Lin утворює антибіотик трихотецин, який пригнічує розвиток і ріст багатьох грибків — збудників борошнистої роси огірків, моніліозу тощо. На його основі створений біологічний препарат трихотецин.
Біологічний метод боротьби з бур'янами вперше було застосовано проти чагарнику лантани на Гавайських островах — червеця Orthezia insignis Pung. В Україні біологічний захист застосовується проти паразитичної безхлорофільної рослини вовчка, яка уражує понад 120 видів культурних рослин, а найбільше соняшник. Серед організмів, які зменшують чисельність вовчка, найдієвішою є муха фітоміза. Нині великого значення набуває боротьба з амброзією полинолистою, яка поширюється в Україні на орних землях, пасовищах, луках, узбіччях доріг. 1978-го року проти неї був використаний інтродукований з Північної Америки амброзієвий листоїд. В цьому напрямку була проведена велика робота вченими інституту зоології АН РФ.
Генетичний метод боротьби зі шкідливими організмами було розроблено і запропоновано А. С. Серебровським (1938, 1950). Цей метод передбачає насичення природної популяції шкідника генетично неповноцінними особинами того ж виду. Самки природної популяції, спаровуючись з такими особинами, відкладають нежиттєздатні яйця, не дають потомства, відбувається самознищення шкідника. Генетичний метод здійснюється променевою і хімічною стерилізацією. Променева стерилізація передбачає масове розведення шкідників, опромінення їх (гамма-променями, рентгенівськими променями) і наступний випуск в плодові насадження, посіви сільськогосподарських культур. У опромінених особинах виникають пошкодження хромосомного апарату. У разі хімічної стерилізації, стерилізаторами використовуються хімічні речовини, з алкилючих сполучень, антиметаболітів і антибіотиків. Перші викликають статеву стерильність самок і самців, антиметаболіти обумовлюють стерильність самиць. Генетичний метод боротьби був застосований 1954-го року проти сірої м'ясної мухи на острові Кюрасао, яка завдає значної шкоди тваринництву. Випуск стерилізованих особин був успішним. Генетичному методу боротьби притаманна вибірковість, його застосування не зв'язане з негативним впливом на довкілля і не сприяє з'явленню стійкості до факторів стерилізації.

### Мікробна ферментація
Мікробна ферментація широко використовується для виробництва молекул, які використовуються як фармацевтичні препарати, для харчових продуктів і напоїв, харчових інгредієнтів і добавок, нутрицевтиків, парфумів, мономерів, розчинників і біопалива.
Створення та оптимізація мікробних клітинних фабрик і процесів бродіння може уможливити розробку багатьох нових рішень, які могли б вирішити кілька суспільних проблем (наприклад, для створення сталого постачання продуктів харчування зі зниженими викидами парникових газів або незалежних від нафти рідких палив, розчинників і матеріали).

## Переваги біотехнологій
Біотехнологія пропонує величезні потенційні переваги. Розвинені країни та країни, що розвиваються, мають бути прямо зацікавлені у підтримці подальших досліджень, спрямованих на те, щоб біотехнологія могла повністю реалізувати свій потенціал.
Біотехнологія допомагає довкіллю. Дозволяючи фермерам зменшити кількість пестицидів та гербіцидів, біотехнологічні продукти першого покоління призвели до зменшення їхнього використання у сільськогосподарській практиці, а майбутні продукти біотехнологій мають принести ще більше переваг. Зменшення пестицидного і гербіцидного навантаження означає менший ризик токсичного забруднення ґрунтів та ґрунтових вод. Окрім того, гербіциди, які застосовуються в поєднанні з генетично модифікованими рослинами, часто є безпечнішими для довкілля, аніж гербіциди попереднього покоління, на зміну яким вони приходять. Культури, виведені методами біоінженерії, також сприяють ширшому застосуванню безвідвальної обробки ґрунту, що призводить до зменшення втрат родючості ґрунту.
Величезний потенціал біотехнологія має в боротьбі з голодом. Розвиток біотехнологій пропонує значні потенційні переваги для країн, що розвиваються, де понад мільярд жителів планети живуть в бідності та страждають від хронічного голоду. Через зростання врожайності та виведення культур, стійких до хвороб та посухи, біотехнологія може зменшити нестачу їжі для населення планети, яке станом на 2025 рік, складатиме понад 8 мільярдів осіб, що на 30 % більше ніж сьогодні (на початку XXI століття). Вчені створюють сільськогосподарські культури з новими властивостями, які допомагають їм виживати у несприятливих умовах посух та повеней.
Біотехнологія допомагає боротись з хворобами. Розвиваючи та покращуючи медицину, вона дає нові інструменти у боротьбі з ними. Біотехнологія дала медичні методи лікування кардіологічних хвороб, склерозу, гемофілії, гепатиту, та СНІДу. Нині створюються біотехнологічні продукти харчування, які зроблять дешевшими та доступнішими для найбіднішої частини населення планети, життєво-необхідні вітаміни та вакцини.

## Застосування
Біотехнологія застосовується навколо нас у багатьох предметах щоденного вжитку — від одягу, який ми носимо, до сиру, який ми споживаємо. Протягом століть фермери, пекарі та пивовари використовували традиційні технології для зміни та модифікації рослин та продуктів харчування — пшениця може слугувати найдавнішим прикладом, а нектарин — одним з останніх. Сьогодні біотехнологія використовує сучасні наукові методи, які дозволяють покращити чи модифікувати рослини, тварини, мікроорганізми з більшою точністю та передбачуваністю.
Споживачі повинні мати вибір з якомога ширшого переліку безпечних продуктів. Біотехнологія може надати споживачам можливість такого вибору — не лише у сільському господарстві, а й у медицині та паливних ресурсах.

### Застереження щодо застосування
Обсяги вилучення біопродукції з біосфери досягли 70 %, а жива матерія функціонує на оптимальному рівні тоді, коли з продукції біосфери вилучається не більше 15 %. Екосистеми і біосфера загалом усе більше втрачають здатність до саморегуляції та самопідтримки. Врешті-решт це надає кругообігу речовин на земній кулі якісно нового та непередбачуваного характеру. Сталість функціонування біосфери опинилась під загрозою. Забрудненням та деградацією охоплено усі геосфери Землі. Повітря, вода та ґрунт стали втрачати свої основні природні властивості.

### Охорона здоров'я
Біотехнологія може принести значні переваги у сферу охорони здоров'я. Збільшуючи поживну цінність їжі, біотехнологія може використовуватись для покращення якості харчування. Наприклад, зараз створюються сорти рису та кукурудзи з підвищеним вмістом білків. У майбутньому споживачі зможуть скористатись олією із зменшеним вмістом жирів, яку буде отримано з генетично модифікованих кукурудзи, сої, ріпаку. Крім того, генетична інженерія може використовуватись для виробництва продуктів харчування з підвищеним рівнем вітаміну А, що допоможе розв'язати проблему сліпоти у країнах, що розвиваються. Генетична інженерія також пропонує інші переваги для здоров'я, адже сьогодні створено методи, які дозволяють видаляти певні алергенні протеїни з продуктів харчування або уникати їхнього передчасного псування.

### Медицина
У медицині біотехнологічні способи і методи грають головну роль для створення нових біологічно активних речовин і лікарських препаратів, призначених для ранньої діагностики і лікування різноманітних захворювань. Антибіотики — найбільший клас фармацевтичних сполук, які одержуються мікробіологічним синтезом. Створено генно-інженерні штами кишкової палички, дріжджів, що культивуються клітин ссавців та комах, використовувані для одержання гормону росту, інсуліну й інтерферону людини, різноманітних ферментів і противірусних вакцин. Змінюючи нуклеотидну послідовність у генах, що кодують відповідні білки, оптимізують структуру ферментів, гормонів і антигенів (так звана білкова інженерія). Найважливішим відкриттям стала розроблена 1975 Р. Келером і С. Мільштейном техніка використання гібридом для одержання моноклональних антитіл бажаної специфічності. Моноклональні антитіла використовують як унікальні реагенти, для діагностики і лікування різноманітних захворювань.

### Сільське господарство
Біотехнологія у сільському господарстві полегшує традиційні методи селекції рослин і тварин і розробляє нові технології, що дозволяють підвищити ефективність сільського господарства. У багатьох країнах методами генетичної і клітинної інженерії створені високопродуктивні і стійкі до шкідників, хвороб, гербіцидів сорти сільськогосподарських рослин. Розроблена техніка оздоровлення рослин від накопичених інфекцій, що особливо важливо для культур, які розмножуються вегетативно (картопля й ін.). Як одна з найважливіших проблем біотехнології в усьому світі, дослідження можливості керування процесом азотфіксації, зокрема можливість уведення генів азотфіксації у геном корисних рослин, а також процесом фотосинтезу. Досліджується поліпшення амінокислотного складу рослинних білків. Розробляються нові регулятори росту рослин, мікробіологічні засоби захисту рослин від хвороб і шкідників, бактеріальні добрива. Генно-інженерні вакцини, сироватки, моноклональні антитіла використовують для профілактики, діагностики і терапії основних хвороб у тваринництві. У створенні ефективніших технологій племінної справи застосовують генно-інженерний гормон росту, а також техніку трансплантації і мікроманіпуляцій на ембріонах домашніх тварин. Для підвищення продуктивності тварин використовують кормовий білок, отриманий мікробіологічним синтезом.

### Виробництво
Біотехнологічні процеси з використанням мікроорганізмів і ферментів на сучасному технічному рівні широко застосовуються у харчовій промисловості. Промислове вирощування мікроорганізмів, рослинних і тваринних клітин використовують для одержання багатьох цінних сполук — ферментів, гормонів, амінокислот, вітамінів, антибіотиків, метанолу, органічних кислот (оцтової, лимонної, молочної) тощо. За допомогою мікроорганізмів здійснюють біотрансформацію одних органічних сполук в інші (наприклад, сорбіту у фруктозу). Широке застосування в різноманітних виробництвах одержали іммобілізовані ферменти. Для виділення біологічно активних речовин зі складних сумішей використовують моноклональні антитіла. А. С. Спіріним у 1985–1988 було розроблено принципи безклітинного синтезу білка, коли замість клітин застосовуються спеціальні біореактори, що містять необхідний набір очищених клітинних компонентів. Цей метод дозволяє одержувати різні типи білків і може бути ефективним у виробництві. Багато промислових технологій заміняються технологіями, що використовують ферменти і мікроорганізми. Такі біотехнологічні методи переробки сільськогосподарських, промислових і побутових відходів, очищення і використання стічних вод для одержання біогазу і добрив. У низці країн за допомогою мікроорганізмів, одержують етиловий спирт, що використовують як пальне для автомобілів (у Бразилії, де паливний спирт широко застосовується, його отримують із цукрової тростини й інших рослин). На спроможності різноманітних бактерій переносити метали в розчинні сполуки або накопичувати їх у собі, засновано вилучення багатьох металів із бідних руд або стічних вод.

### Біонанотехнологія
Розробка біологічних матеріалів та спеціальних процесів, де використовуються наноматеріали чи нанотехнології. Охоплює молекулярні мотори, біоматеріали, технологію маніпуляції з окремими молекулами, технологію біочипів. (див. Нанобіотехнологія)

## Додаткова література

### Книги
- Екологічна біотехнологія. У 2 кн.: навч. посіб. Кн. 1 / [О. В. Швед, Р. О. Петріна, О. З. Комаровська-Порохнявець, В. П. Новіков]. — Львів: Львівська політехніка, 2018. — 424 с. — ISBN 966-941-278-2.
- Екологічна біотехнологія. У 2 кн.: навч. посіб. Кн. 2 / [О. В. Швед, Р. О. Петріна, О. З. Комаровська-Порохнявець, В. П. Новіков]. — Львів: Львівська політехніка, 2018. — 368 с. — ISBN 966-941-277-5.
- Біотехнологія в агросфері: навч. посіб. / Мельничук М. Д., Кляченко О. Л.; Кабінет Міністрів України, Нац. ун-т біоресурсів і природокористування України. — Вінниця: Нілан, 2014. — 265 с. : рис., табл. — Бібліогр.: с. 264—265. — 300 прим. — ISBN 978-617-7121-92-2.
- Основи біотехнології: монографія / І. В. Бондар, В. М. Гуляєв; М-во освіти і науки України, Дніпродзержин. держ. техн. ун-т. − Дніпродзержинськ, 2009. − 444 с. − Бібліогр.: с. 424−438 (210 назв). − ISBN 978-966-8551-77-2.
- Сучасні напрямки в хімії, біології, фармації та біотехнології = Modern directions sn chemistry, biology, pharmacy and biotechnology: [монографія] / ред.: В. Новіков; Нац. ун-т «Львів. політехніка». — Львів: Вид-во Львів. політехніки, 2015. — 255 с. ISBN 978-617-607-824-1.
- Серія книг Advances in Biochemical Engineering/Biotechnology (Springer, 1980-2022+).
- Wilson Keith; Walker John M. (2010). Principles and techniques of biochemistry and molecular biology (вид. 7th ed). Cambridge University Press. ISBN 978-0-521-51635-8.

### Журнали
- Nature Biotechnology (сайт, Nature Portfolio)
- Trends in Biotechnology (Cell)
- Biotechnology Advances (Elsevier)
- Biotechnologia Acta (укр., англ.)
- Цитологія і генетика
- та інші.